# ماکولا (سیگله)

ماکولا شهری در شهرستان سیگله در استان بولکیمده در بورکینافاسوی غربی مرکزی است جمعیت آن ۲۱۹۱ نفر است.